# Половой член Наполеона
Половой член Наполеона — фрагмент тела Наполеона Бонапарта, который предположительно был отрезан при проведении вскрытия доктором Франческо Антоммарки в мае 1821 года. Длина ссохшегося отростка составляет 3,8 см; первоначальный размер пениса неизвестен. В течение XX века этот курьёзный предмет неоднократно всплывал на аукционных торгах. Находится в частной коллекции в США.
Принято считать, что в продолжение XIX века пенис хранился на Корсике у наследников Поля Виньяли — духовника Наполеона на острове Святой Елены. По одной из версий, Виньяли попросил Антоммарки отрезать половой орган, дабы отомстить покойному, который прилюдно называл его импотентом.
Первые достоверные владельцы предполагаемого раритета — братья Маггс, книготорговцы из Лондона, которые якобы приобрели его у семьи племянника Виньяли в 1916 году. Впоследствии они заплатили рекордную сумму в истории книготорговли за рукопись из ленинградской библиотеки.
Следующим владельцем стал известный американский букинист Розенбах. Диковинка была помещена в футляр из голубого сафьяна и вместе с посмертной маской Наполеона выставлена на всеобщее обозрение в 1927 году в нью-йоркском Музее французского искусства. Судя по сообщениям репортёров того времени, пенис напоминал неважно сохранившийся кусок кожи или сморщенного угря.
В 1977 году предполагаемый пенис Наполеона за $3000 приобрёл американский уролог Джон Латтимер. После его смерти в 2007 году раритет унаследовала дочь. По словам сотрудника Смитсоновского института, видевшего данный предмет в доме Латтимеров, он похож на пальчик младенца. Также у Латтимеров хранятся ампула с цианистым калием, из которой принял яд Геринг, и окровавленный воротник Авраама Линкольна.